# Parque Olímpico de Sydney

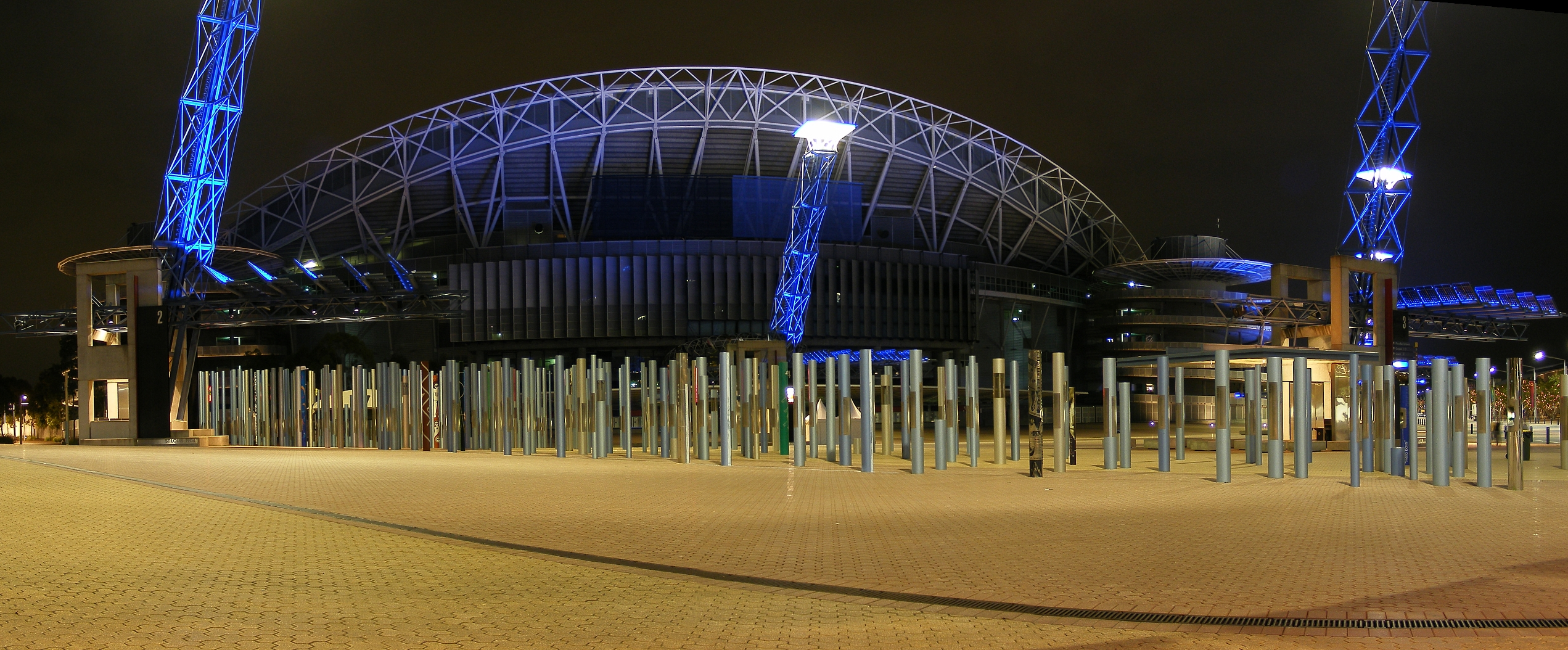
ANZ Stadium e a Forest of Poles, à noite

O Sydney Olympic Park é um local com 640 hectares nos subúrbios de Homebush Bay em Sydney, Nova Gales do Sul, na Austrália. 
Foi construído para os Jogos Olímpicos de Verão de 2000 e continua a ser usado para eventos esportivos e culturais, incluindo o Sydney Royal Easter Show, o Sydney Festival, o Big Day Out e um grande número de eventos de grande porte. É servido pelo metrõ e o monotrilho do Parque Olímpico. É também servido por um ferryboat, que faz viagens para vários pontos da Baía de Sydney.
O Parque Olímpico de Sydney é gerido pela Autoridade do Parque Olímpico de Sydney. O local era anteriormente um aterro sanitário em vias de renovação urbana, mas o projeto foi alterado para abrigar os Jogos Olímpicos.